# Вашингтон (округ, Кентукки)
Ва́шингтон (англ. Washington County) — округ в США, штате Кентукки. Официально образован в 1792 году. Получил своё название по имени первого президента США Джорджа Вашингтона. По состоянию на 2010 год, численность населения округа составляла 11 717 человек.

## География
По данным Бюро переписи США, общая площадь округа равняется 485,2 км², из которых 0,31 % это водоёмы.

### Соседние округа
- Андерсон (Кентукки) — северо-восток
- Мерсер (Кентукки) — восток
- Бойл (Кентукки) — восток
- Марион (Кентукки) — юг
- Нельсон (Кентукки) — запад

## Демография
По данным переписи населения 2000 года в округе проживает 10 916 жителей в составе 4 121 домашних хозяйств и 3 020 семей. Плотность населения составляет 14 человек на км². На территории округа насчитывается 4 542 жилых строений, при плотности застройки 5,8 строения на км². Расовый состав населения: белые — 90,62 %, афроамериканцы — 7,51 %, коренные американцы (индейцы) — 0,16 %, азиаты — 0,28 %, представители других рас — 0,61 %, представители двух или более рас — 0,82 %. Испаноязычные составляли 1,60 % населения независимо от расы.
В составе 33,10 % из общего числа домашних хозяйств проживают дети в возрасте до 18 лет, 59,50 % домашних хозяйств представляют собой супружеские пары проживающие вместе, 10,00 % домашних хозяйств представляют собой одиноких женщин без супруга, 26,70 % домашних хозяйств не имеют отношения к семьям, 24,00 % домашних хозяйств состоят из одного человека, 11,40 % домашних хозяйств состоят из престарелых (65 лет и старше), проживающих в одиночестве. Средний размер домашнего хозяйства составляет 2,57 человека, и средний размер семьи 3,03 человека.
Возрастной состав округа: 25,30 % моложе 18 лет, 8,80 % от 18 до 24, 27,90 % от 25 до 44, 23,10 % от 45 до 64 и 15,00 % от 65 и старше. Средний возраст жителя округа 37 лет. На каждые 100 женщин приходится 96,60 мужчин. На каждые 100 женщин старше 18 лет приходится 91,90 мужчин.
Средний доход на домохозяйство в округе составлял 33 136 USD, на семью — 39 240 USD. Среднестатистический заработок мужчины был 27 624 USD против 21 593 USD для женщины. Доход на душу населения был 15 722 USD. Около 10,30 % семей и 13,50 % общего населения находились ниже черты бедности, в том числе — 14,40 % молодёжи (тех кому ещё не исполнилось 18 лет) и 19,60 % тех кому было уже больше 65 лет.